# AiR-Boot
AiR-Boot est un chargeur d'amorçage sous licence libre GNU GPLv3.
Celui-ci a pour particularité de résider uniquement dans le secteur d'amorçage (Master Boot Record) du disque dur.

## Installation
AiR-Boot peut s'installer à partir d'un CD-ROM boot (image ISO à graver)
Attention :
AiR-Boot permet d'amorcer une partition et non un système d'exploitation. Il convient donc de s'assurer que chacun des systèmes d'exploitation possède sa propre procédure d'amorçage. Pour Windows XP il s'agit du fichier "C:\ntldr", tandis que sous les systèmes GNU/Linux, il s'agit généralement du "stage 2/partie 2" de GRUB ou LILO installé dans le répertoire "/boot/".

## Fonctionnalités
- Interface texte
- Ne nécessite pas de partition, s'installe uniquement dans le Master Boot Record du disque dur
- Amorçage de partitions primaires et étendues
- Masquage des partitions au cas par cas (permet par exemple, d'installer plusieurs systèmes DOS et/ou Windows de manière totalement indépendante)
- Configuration protégée par mot de passe

### Autres chargeurs d'amorçage
- Grub (GRand Unified Bootloader)
- LILO
- Gestor de Arranque Gráfico
- XOSL